# Rue
 Rue  es una población y comuna francesa, en la región de Picardía, departamento de Somme, en el distrito de Abbeville y cantón de Rue.

## Demografía
| 2967 | 2952 | 3122 | 3170 | 2942 | 3075 |
| Para los censos de 1962 a 1999 la población legal corresponde a la población sin duplicidades (Fuente: INSEE [Consultar]) |      |      |      |      |      |

## Personajes relacionados
- Hermanos Caudron, constructores de aviones.